# Matt Clark (Schauspieler)
Matt Clark (* 25. November 1936 in Washington, D.C.) ist ein US-amerikanischer Schauspieler.

## Leben
Clark wuchs nach dem Umzug der Familie in Alexandria, Virginia auf. Nach einer zweijährigen Armeezeit besuchte er die George Washington University, wo er Schauspiel studierte, jedoch ohne Abschluss blieb. Mit zahlreichen Gelegenheitsjobs verdiente sich Clark sein Geld, bis er sich Amateurtheatern anschloss und schließlich zur New Yorker Gruppe The Living Theatre gehörte. Er spielte in Off-Broadway-Stücken und anderen unkommerziellen Produktionen während der 1950er Jahre. Daneben produzierte er auch für die Bühne.
Seinem Filmdebüt im 1964 entstandenen Black like me folgten mehr als 110 Rollen in Fernsehen und im Kino als Nebendarsteller; oftmals stellte der großgewachsene, schmale Schauspieler feige, hinterhältige Typen dar.
Clark war von 1958 bis 1966 mit Erica Lann, einer Schauspielerin und Autorin, verheiratet. Das Paar hatte vier Kinder.

## Filmografie (Auswahl)
- 1964: Black Like me
- 1967: In der Hitze der Nacht (In the Heat of the Night)
- 1968: Der Verwegene (Will Penny)
- 1969: Die Brücke von Remagen (The Bridge at Remagen)
- 1970: Monte Walsh
- 1972: Jeremiah Johnson
- 1972: Der große Minnesota-Überfall (The Great Northfield Minnesota Raid)
- 1973: Pat Garrett jagt Billy the Kid (Pat Garrett & Billy the Kid)
- 1973: Der Tiger hetzt die Meute (White Lightning)
- 1973: Ein Zug für zwei Halunken (Emperor of the North Pole)
- 1974: Der Killer im Kopf (The Terminal Man)
- 1975–1979: Unsere kleine Farm (Little House on the Prairie, Fernsehserie, 3 Episoden)
- 1976: Tödliche Rache (Kid Vengeance)
- 1976: Der Texaner (The Outlaw Josey Walls)
- 1978: Driver (The Driver)
- 1980: Brubaker
- 1981: Der Gigant (An Eye for an Eye)
- 1982: Honkytonk Man
- 1982: Unter den Augen der Justiz (In the Custody of Strangers)
- 1984: Buckaroo Banzai – Die 8. Dimension (The Adventures of Buckaroo Banzai Across the 8th Dimension)
- 1985: Oz – Eine fantastische Welt (Return to Oz)
- 1987: Er kam aus der Sonne (The Quick and the Dead)
- 1987: Der beste Spieler weit und breit: Sein größter Sieg (Kenny Rogers as The Gambler, Part III: The Legend Continues)
- 1990: Zurück in die Zukunft III (Back to the Future Part III)
- 1990: Ein fremder Klang (Cadence)
- 1991: Das Gesetz der Macht (Class Action)
- 1995: Candyman 2 – Die Blutrache (Candyman: Farewell to the Flesh)
- 1998: Homegrown
- 2000: Südlich des Himmels – Westlich der Hölle (South of Heaven, West of Hell)
- 2010: Dein Weg (The Way)
- 2013: 42 – Die wahre Geschichte einer Sportlegende (42)
- 2014: A Million Ways to Die in the West